# چوآکلا (آلاباما)
چوآکلا (به انگلیسی: Chewacla) یک منطقهٔ مسکونی در ایالات متحده آمریکا است که در شهرستان لی، آلاباما واقع شده‌است. چوآکلا ۲۳۵٫۰ متر بالاتر از سطح دریا واقع شده‌است.